# Mapania maguireana
Mapania maguireana là loài thực vật có hoa trong họ Cói. Loài này được T.Koyama & Steyerm. mô tả khoa học đầu tiên năm 1967.